# Герстенберг
Герстенберг (нім. Gerstenberg) — громада в Німеччині, розташована в землі Тюрингія. Входить до складу району Альтенбургер-Ланд. Складова частина об'єднання громад Пляйсенауе.
Площа — 3,13 км2. Населення становить 486 ос. (станом на 31 грудня 2021).

## Галерея

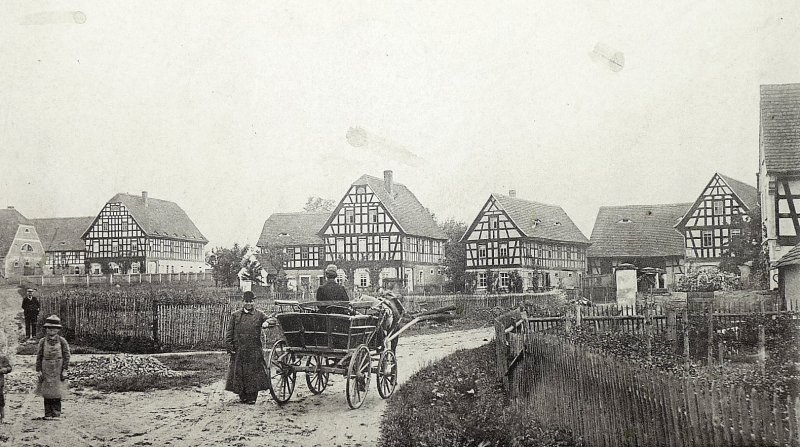
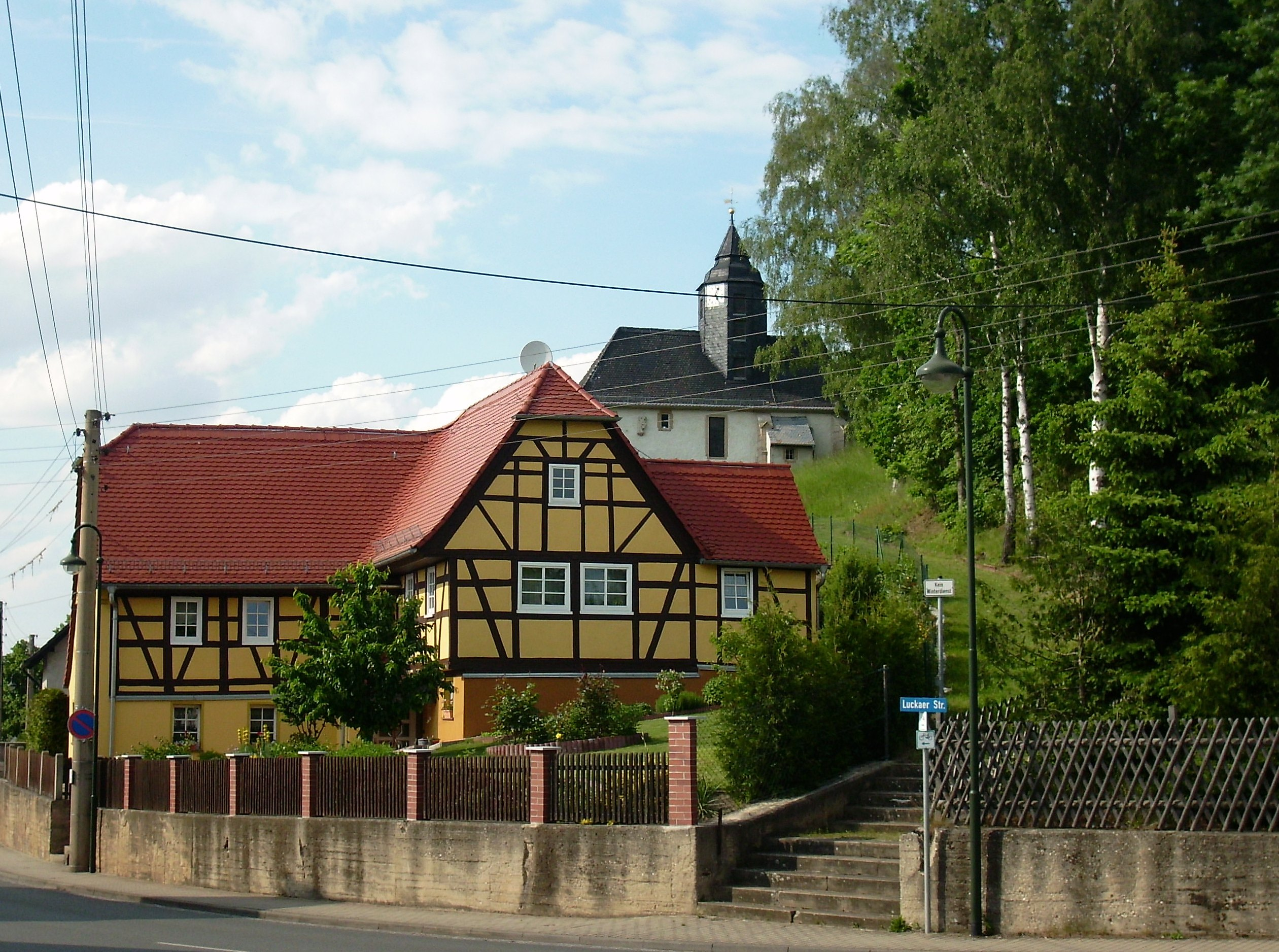